# Courteix
Courteix (Cortés auf Okzitanisch) ist eine französische Gemeinde mit 64 Einwohnern (Stand 1. Januar 2022) im Département Corrèze in der Region Nouvelle-Aquitaine. Die Bewohner nennen sich Courteixois(es).

## Geografie
Die Gemeinde liegt im Zentralmassiv auf dem Plateau de Millevaches und somit auch im Regionalen Naturpark Millevaches en Limousin am linken Ufer der Sarsonne.
Tulle, die Präfektur des Départements, liegt ungefähr 80 Kilometer südwestlich, Aubusson in der Creuse etwa 45 Kilometer leicht nordwestlich und Ussel rund 15 Kilometer südlich.
Nachbargemeinden von Courteix sind Couffy-sur-Sarsonne im Norden, Aix im  Osten und Südosten, Saint-Pardoux-le-Neuf im Süden sowie Saint-Rémy im Westen.
Der Truppenübungsplatz Camp de La Courtine liegt etwa zwölf Kilometer nordwestlich von Courteix.

### Verkehr
Der Ort liegt ungefähr elf Kilometer nordwestlich der Abfahrt 24 der Autoroute A89.

## Wappen
Blasonierung: In Gold ein roter Schild mit silbernen gemeinen Kreuz, dahinter schräg ein rotes Schwert mit der Spitze zum Schildfuß zeigend.

## Einwohnerentwicklung
| Jahr      | 1962 | 1968 | 1975 | 1982 | 1990 | 1999 | 2007 | 2016 |
| Einwohner | 56   | 79   | 74   | 68   | 59   | 55   | 65   | 64   |

## Sehenswürdigkeiten
Die Kirche Saint-Pierre-ès-Liens, eine ehemalige Kapelle der Tempelritter aus dem 12. oder 13. Jahrhundert ist als Monument historique klassifiziert. Sie gehörte zur Commanderie von Bellechassagne.
Auch ein Monumentalkreuz aus dem 16. Jahrhundert ist als Monument historique gekennzeichnet.

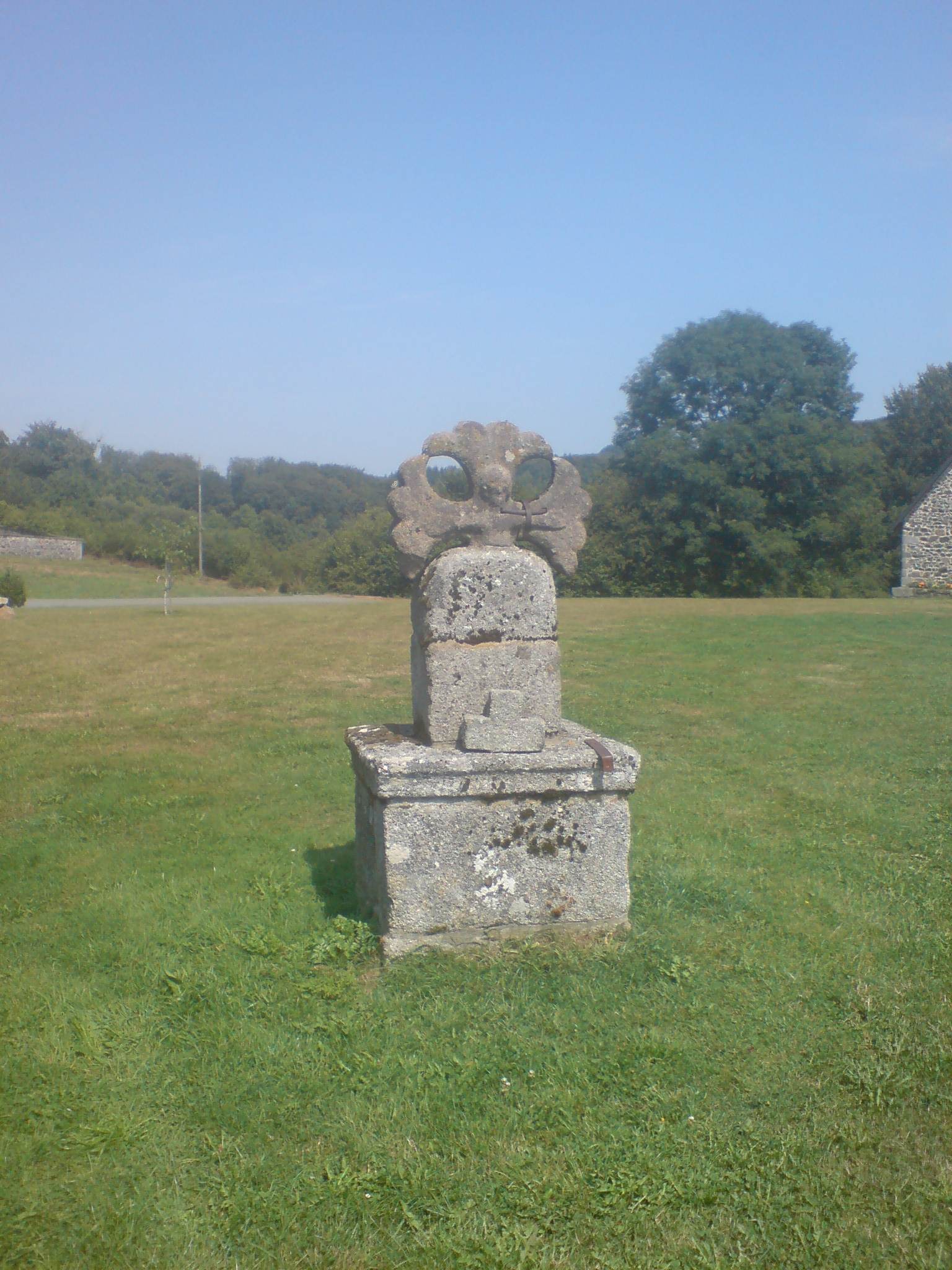
Monumentalkreuz aus dem 16. Jahrhundert